# Zell am Pettenfirst
Zell am Pettenfirst is een gemeente in de Oostenrijkse deelstaat Opper-Oostenrijk, gelegen in het district Vöcklabruck. De gemeente heeft ongeveer 1200 inwoners.

## Geografie
Zell am Pettenfirst heeft een oppervlakte van 14 km². De gemeente ligt in het zuidwesten van de deelstaat Opper-Oostenrijk. Het ligt ten noordoosten van de deelstaat Salzburg en ten zuiden van de grens met Duitsland.
- Gemeinsame Normdatei: 4259461-3
- Virtual International Authority File: 239998990
- WorldCat: E39PBJmxV4f8cdf9YxmPPF7bVC